# إينا بالين
إينا بالين (بالإنجليزية: Ina Balin)‏ هي منتجة أفلام وكاتبة سيناريو وممثلة أمريكية، ولدت في 12 نوفمبر 1937 ببروكلين في الولايات المتحدة، وتوفيت في 20 يونيو 1990 بنيو هيفن في الولايات المتحدة. بدأت مشوارها المهني سنة 1958، ومن الجوائز التي نالتها جائزة الغولدن غلوب وجائزة المسرح العالمي سنة 1959.

## أعمال

### أفلام
- (1964) عمل انتقامي

## جوائز
- جائزة الغولدن غلوب
- جائزة المسرح العالمي (1959)

## وصلات خارجية
- إينا بالين على موقع IMDb (الإنجليزية)
- إينا بالين على موقع ألو سيني (الفرنسية)
- إينا بالين على موقع أول موفي (الإنجليزية)
- إينا بالين على موقع قاعدة بيانات برودواي على الإنترنت (الإنجليزية)
- إينا بالين على موقع قاعدة بيانات الأفلام السويدية (السويدية)
- إينا بالين على موقع إن إن دي بي (الإنجليزية)
- إينا بالين على موقع قاعدة بيانات الفيلم (الإنجليزية)
- إينا بالين على موقع كينوبويسك (الروسية)